# Лотила (река)
Лотила је река у Јужном Судану у вилајетима Источна Екваторија и Џонглеј. Извире из мочварног земљишта Бадигеру, на око 600 метара надморске висине. Тече у правцу југозапад-североисток на дужини од око 100 km. Код града Пибор Пост улива се у реку Пибор, а претходно око 25–30 km узводно прима леву притоку Вевено.